# LaQuan Prowell
LaQuan Prowell, né le 1er novembre 1984 à Montgomery (États-Unis), est un joueur de basket-ball professionnel américain. Il mesure 2,03 m.

## Université
- 2003-2005 :  Paladins de Furman (NCAA)
- 2005-2008 :  Tigers d'Auburn (NCAA)

## Clubs
- 2008-2009 :  TED Ankara Kolejliler (TBL)
- 2009-2010 :  Paris-Levallois Basket (Pro A)
- 2010-2011 : 
  -  Ilisiakos BC (HEBA A2)
  -  Orléans Loiret Basket (Pro A) 3 matchs
  -  ALM Évreux Basket (Pro B)
- 2011-2012 : 
  -  Saint-Vallier Basket Drôme (Pro B)
  -  Élan sportif chalonnais (Pro A)
- 2012-2013 :  Gießen 46ers (Bundesliga)
- 2013-2014 :  Francfort Skyliners (Bundesliga)
- 2014-2015 :  Idaho Stampede (D-League)
- 2015-2016 :  Villa Angela Basket  (TNA)

## Palmarès
- Champion de France en 2012[1].